# Seenkette Hohengüstow-Lützlow
Seenkette Hohengüstow-Lützlow este o arie protejată (sit de importanță comunitară — SCI) din Germania întinsă pe o suprafață de 124,15 ha, integral pe uscat.

## Localizare
Centrul sitului Seenkette Hohengüstow-Lützlow este situat la coordonatele 53°14′52″N 14°00′02″E / 53.2478°N 14.0006°E.

## Înființare
Situl Seenkette Hohengüstow-Lützlow a fost declarat sit de importanță comunitară în august 2004 pentru a proteja 3 specii de animale.

## Biodiversitate
Situată în ecoregiunea continentală, aria protejată conține 2 habitate naturale: Ape puternic oligomezotrofe cu vegetație bentonică cu Chara spp., Lacuri eutrofice naturale cu vegetație de tip Magnopotamion sau Hydrocharition.
La baza desemnării sitului se află mai multe specii protejate de  păsări (3): lăcar mare (Acrocephalus arundinaceus), buhai de baltă (Botaurus stellaris stellaris), corcodel mic (Tachybaptus ruficollis).
Pe lângă speciile protejate, pe teritoriul sitului au mai fost identificate 6 specii de plante, 1 specie de amfibieni, 1 specie de nevertebrate, 1 specie de reptile.